# Astérix (Satellit)
Astérix ist die Bezeichnung des ersten französischen Satelliten. Er war zugleich der erste ohne Beteiligung der USA oder der UdSSR gestartete Erdsatellit.

## Hintergrund
Anfang der 1960er-Jahre hatte Frankreich Ambitionen, unabhängig von den USA eigene Raketen und Satelliten zu entwickeln. Hierzu wurde 1961 die staatliche, aber zivile Raumfahrtagentur CNES gegründet. Die Verantwortung für die Entwicklung der Trägerrakete Diamant und der ersten vier Satelliten lag gemäß einer Entscheidung vom Mai 1962 jedoch noch bei der Délégation ministérielle pour l’armement (DMA). Für den Fall, dass die ersten beiden Versuche erfolgreich seien, könne das CNES bei den restlichen zwei Starts eigene Satelliten starten.
Die Entwicklung der Diamant-Rakete und der Satelliten der A1-Serie lag bei der Société pour l'étude et la réalisation d'engins balistiques (SEREB), die Produktion bei der Firma Matra.
Das CNES machte 1965 einen Vorstoß und versuchte, beim ersten Start der Diamant einen CNES-Satelliten der Serie D1 als Nutzlast zu verwenden, der auch wissenschaftliche Funktionen hatte. Um jedoch das Risiko zu verringern, einen D1-Satelliten zu verlieren, wurde am 19. Juli 1965 entschieden, beim Erststart der Diamant einen Satelliten der einfacheren A1-Serie zu verwenden.

## Name
Der Satellit trug die Modellbezeichnung A-1. Die Startmannschaft schlug für das zu startende Exemplar zuerst den Namen Zébulon vor, nach einer Figur aus der Trickfilmserie Le Manège enchanté (Das Zauberkarussell), die statt Beinen eine Sprungfeder hat, mit deren Hilfe sie sich fortbewegen kann. Dieser Vorschlag wurde jedoch von den Vorgesetzten abgelehnt. Den Satelliten nach der Comicfigur Asterix zu benennen fand jedoch allgemeine Zustimmung.

## Aufbau
Astérix hat die Form von zwei Kegelstümpfen, die an einen verbindenden Zylinder angesetzt sind. Er hat einen Durchmesser von 550 mm und eine Gesamthöhe von 536 mm. Der Satellit trägt keine wissenschaftlichen Instrumente, sondern diente ausschließlich der Überprüfung der Funktion der Trägerrakete. Hierzu wurde Astérix mit mehreren Sensoren ausgerüstet, die die Beschleunigung in Längs- und Querrichtung, die Drehgeschwindigkeit, die Temperatur, den Verbrennungsdruck der dritten Stufe und bei der Abtrennung die Relativgeschwindigkeit maßen. Außerdem wurden das Öffnen der Abdeckung und das Ausklappen der vier Antennen überprüft. Die Telemetriedaten wurden über die Frequenzen 136,530 und 252 MHz übertragen. Außerdem war ein Radar-Transponder mit 900 Watt Spitzenleistung an Bord. Die Energieversorgung erfolgte durch mehrere Batterien. Die Gesamtmasse des Satelliten beträgt etwa 42 kg.

## Start und Flugverlauf
Astérix war die Nutzlast für den Erststart der französischen Trägerrakete Diamant. Der Startplatz war die Rampe Brigitte des Centre interarmées d’essais d’engins spéciaux bei Hammaguir in Algerien. Der Start erfolgte am 26. November 1965 um 14:47 UTC. Die erste Stufe brannte 95 Sekunden. Das Ende der Brenndauer wurde durch die nachlassende Beschleunigung detektiert. Daraufhin wurde die erste Stufe abgesprengt und kurz danach die zweite Stufe gezündet, die nur 29 Sekunden brannte.
Während einer antriebslosen Phase des Flugs wurden 152 Sekunden nach dem Start die Satellitenverkleidung abgesprengt und die Antennen des Satelliten ausgeklappt. Während der nächsten zwei Minuten wurde die Rakete horizontal ausgerichtet. 279 Sekunden nach dem Start wurde die Rakete durch kleine Feststoffraketen in eine Rotation um die Längsachse versetzt. Genau zu diesem Zeitpunkt brach der Empfang der Telemetriedaten ab, die Bahnverfolgung konnte nun nur durch Radarstationen erfolgen.
Geplant war, dass 299 Sekunden nach dem Start die zweite Raketenstufe abgesprengt und 440 Sekunden nach dem Start die dritte Raketenstufe gezündet würde. 45 Sekunden später war diese ausgebrannt, und der Satellit hatte die Erdumlaufbahn erreicht. Als der Satellit nach einer Erdumrundung wieder vom Radar erfasst wurde, war klar, dass der Start gelungen war.
Astérix befindet sich immer noch in der Erdumlaufbahn.

## Auswirkung
Obwohl die Beobachtungsstationen schon nach einigen Minuten gemeldet hatten, dass Astérix keine Telemetriesignale sende, wurde abends durch das Armee-Ministerium (Ministère des Armées) eine vorbereitete Presseerklärung verteilt, in der die einwandfreie Funktion des Satelliten gemeldet wurde. Der Rundfunk strahlte Pieptöne aus, die nicht aus dem Weltraum stammten, sondern vorab aufgenommen worden waren.
Mit dem Start von Asterix wurde Frankreich nach der Sowjetunion, den Vereinigten Staaten, dem Vereinigten Königreich, Kanada und Italien der sechste Staat, der einen eigenen Satelliten in der Erdumlaufbahn hatte, sowie der dritte Staat, der hierzu eine eigene Trägerrakete verwendet hatte.

## Briefmarken
Die französische Post veröffentlichte bereits am 30. November 1965 einen Briefmarkenblock, der die startende Rakete und den Satelliten in der Umlaufbahn zeigte. Im gleichen Design, jedoch mit anderen Nennwerten erschien diese Marke später auch in den französischen Überseegebieten.
Zum 50-jährigen Jubiläum veröffentlichte die französische Post im November 2015 erstmals eine dreieckige Briefmarke.